# غابة القدس
غابة القدس هي غابة صنوبر بلدية تقع في جبال يهودا على مشارف القدس. وتحيط بها أحياء بيت حكارم ويفي نوف [الإنجليزية] وعين كارم وهار نوف وغفعات شاؤول وموشاف وبيت زايت. زرعت الغابة خلال خمسينيات القرن العشرين من قبل الصندوق القومي اليهودي، الذي يموله مانحون من القطاع الخاص.